# 己二胺
己二胺（英語：Hexamethylenediamine）是一种分子式为 H2N(CH2)6NH2 的有机化合物。这是一种二胺，拥有一个己烷的碳链骨架和两端的氨基官能团，性状为无色固体，有很强烈的氨气气味，类似哌啶，全球年产量约为10亿公斤。